# Северно Молуку

Северно Молуку е една от провинциите на Индонезия. Населението ѝ е 1 160 275 жители (по преброяване от май 2015 г.), а има площ от 31 983 кв. км. Намира се в часова зона UTC+9.
Религиозният ѝ състав през 2010 г. е: 74,28% мюсюлмани, 24,9% протестанти и 0,52% католици. Провинцията е разделена административно на 2 града и 7 регентства. През 16 и 17 век островите, които съставляват провинцията, са били единственият източник за подправката карамфил, за чиято изгодна търговия колониалните сили както и местни владетели са се борили да контролират.